# Paecilomyces pascuus
Paecilomyces pascuus är en svampart som beskrevs av Pitt & A.D. Hocking 1985. Paecilomyces pascuus ingår i släktet Paecilomyces och familjen Trichocomaceae.   Inga underarter finns listade i Catalogue of Life.